# Life Stinks
Life Stinks is een Amerikaanse filmkomedie uit 1991 onder regie van Mel Brooks.

## Verhaal
De vastgoedmagnaat Goddard Bolt is bezig met een nieuw project in Los Angeles. Daarvoor moet een sloppenwijk worden gesloopt. Zijn jaloerse rivaal Vance Crasswell beweert dat Bolt het geen maand zou uithouden in de buurt die hij wil kopen. Goddard gaat de uitdaging aan en leeft een maand als een dakloze in de sloppen. Zo leert hij de zwerfster Molly kennen.

## Rolverdeling
| Acteur            | Personage       |
| ----------------- | --------------- |
| Mel Brooks        | Goddard Bolt    |
| Lesley Ann Warren | Molly           |
| Jeffrey Tambor    | Vance Crasswell |
| Stuart Pankin     | Pritchard       |
| Howard Morris     | Matroos         |
| Rudy De Luca      | J. Paul Getty   |
| Teddy Wilson      | Fumes           |
| Michael Ensign    | Knowles         |
| Matthew Faison    | Stevens         |
| Billy Barty       | Willy           |
| Brian Thompson    | Gemene Victor   |
| Raymond O'Connor  | Yo              |
| Carmine Caridi    | Hoteleigenaar   |
| Sammy Shore       | Priester        |
| Frank Roman       | Tolk            |